# (523773) 2014 XS40
(523773) 2014 XS40 est un cubewano d'un diamètre est estimé à environ 440 km, ce qui le qualifie comme un candidat au statut de planète naine.